# Lubao
Lubao es un municipio filipino de primera clase, perteneciente a la provincia de la Pampanga, en la isla de Luzón.

## Historia
El pueblo fue fundado en 1575. Hacia mediados del siglo XIX, tenía contabilizada una población de 9903 habitantes, repartidos en 1730 casas. Aparece descrito en el segundo volumen del Diccionario geográfico, estadístico, histórico de las Islas Filipinas (1851) de Manuel Buzeta Núñez y Felipe Bravo con las siguientes palabras:

LUBAO: pueblo con cura y gobernadorcillo, en la isla de Luzon, prov. de la Pampanga, dióc. de Manila; sit. en los 124° 30' long., 14° 57' lat., á la orilla izq. del r. de su nombre, en terreno llano, y clima húmedo, á causa de lo pantanoso del etrreno. Se fundó este pueblo en 1575, y en el dia tiene unas 1,730 casas, entre las que son las mas notables la casa parroquial y la de comunidad, donde está la cárcel; la igl. parroquial, bajo la advocacion de San Agustin, es de mediana fábrica, y se halla asistida por un cura regular. Hay tambien escuela de primeras letras dotada de los fondos de comunidad. El term. confina por N. con el de Santa Rita, cuyo pueblo dista 1¼ leg. El terreno es llano, y productivo en arroz, caña dulce, añil y otros art. en menor cantidad; hállase regado por algunos riach. La ind. consiste principalmente en la agricultura, habiendo tambien algunos que se dedican á la caza y otras ocupaciones, siendo con especialidad la de las mugeres la fabricacion de algunas telas. pobl. 9,903 alm., y en 1845 pagaba 2,103 trib., que ascienden á 21,030 reales plata, equivalentes á 52,575 rs. vn. Sobresalió mucho este pueblo en los adelantos morales del pais, pues antiguamente se enseñaba en él gramática y retórica; habian llevado una imprenta comprada en el Japon, y los adelantos que se hacian eran notables; pero en el dia nada de esto existe.
(Buzeta y Bravo, 1851, pp. 170-171)

En 2020, tenía censados 173 502 habitantes.